# Списак словеначких олимпијаца
Следећи списак представља списак словеначких олимпијаца по спортовима који се такмиче на ОИ за Словенију од 1992. За олимпијце из Словеније који су се такмичили за време СХС, Краљевине Југославије и СФРЈ погледај Списак олимпијаца Југославије.

## Летње олимпијске игре

### Атлетика
- Урбан Ацман
- Јоланда Багатељ
- Аленка Бикар
- Брита Билач
- Борут Билач
- Бригита Буковец
- Боштјан Буч
- Ања Валант
- Сабина Веит
- Мирко Виндиш
- Мирослав Водовник
- Јоже Вртачич
- Данеја Грандовец
- Дамјан Златнар
- Петер Зупанц
- Хелена Јаворник
- Лука Јанежич
- Жана Јереб
- Роман Кејжар
- Примож Кобе
- Примож Козмус
- Нина Коларич
- Антон Космач
- Миро Коцуван
- Матија Крањц
- Бригита Лангерхолц
- Брент Лару
- Клара Лукан
- Мета Мачус
- Теја Мелинк
- Маја Михалинец
- Маруша Мишмаш
- Матиц Осовникар
- Мерлин Оти
- Јернеја Перц
- Ксенија Предикака
- Рожле Презељ
- Игор Примц
- Саша Прокофјев
- Мартина Ратеј
- Роберт Ренер
- Јуриј Рован
- Соња Роман
- Жан Рудолф
- Дамјан Ситар
- Рената Страшек
- Пиа Тајникар
- Марина Томић
- Боштјан Фридрих
- Анита Хорват
- Боштјан Хорват
- Грегор Цанкар
- Тина Чарман
- Маруша Черњул
- Кристјан Чех
- Сергеј Шаламон
- Марија Шестак
- Матија Шестак
- Боштјан Шимунич
- Барбара Шпилер
- Евфемија Шторга
- Тина Шутеј
- Матиц Шуштершич

### Бадминтон
- Маја Похар
- Маја Тврди

### Бициклизам
Брдски
- Рок Драшлер
- Тања Жакељ
- Блажа Клеменчич
- Примож Странчар

Друмски
- Полона Батагељ
- Борут Божич
- Грега Боле
- Валтер Бонча
- Јанез Брајкович
- Еугениа Бујак
- Тадеј Ваљевац
- Јуре Голчер
- Зигфрид Корнео
- Матеј Мохорич
- Урош Мурн
- Роберт Пинтарич
- Тадеј Погачар
- Јан Поланц
- Примож Роглич
- Јан Тратник
- Андреј Хауптман
- Мартин Хвастија
- Симон Шпилак
- Горазд Штангељ

### Веслање
- Денис Жвегељ
- Јанез Зупанц
- Милан Јанша
- Јанез Јурше
- Јернеј Јурше
- Јанез Клеменчич
- Рок Коландер
- Давор Мизерит
- Сашо Мирјанич
- Садик Мујкич
- Матија Павшич
- Миха Пирих
- Томаж Пирих
- Матеј Прелог
- Рок Розман
- Грегор Срачњек
- Ерик Тул
- Гашпер Фистравец
- Андреј Храбар
- Изток Чоп
- Лука Шпик

### Гимнастика
Ритмичка
- Јекатерина Веденејева

Спортска
- Теја Белак
- Саша Голоб
- Јоже Колман
- Мојца Маврич
- Митја Петковшек
- Адела Шајн

### Голф
- Пиа Бабник

### Једрење
- Стојан Видаковић
- Гашпер Винчец
- Давор Главина
- Весна Деклева
- Василиј Жбогар
- Жан Лука Зелко
- Митја Космина
- Митја Маргон
- Клара Маучец
- Вероника Мацарол
- Тина Мрак
- Митја Невечни
- Аленка Орел
- Јања Орел
- Карло Хмељак
- Теја Черне
- Томаж Чопи
- Горан Шошић

### Кајак и кану
Дивље воде
- Јернеј Абрамич
- Лука Божич
- Андраж Веховар
- Јоже Видмар
- Боштјан Житник
- Борут Јаворник
- Петер Каузер
- Урош Кодеља
- Аља Козорог
- Урша Крагељ
- Дејан Краљ
- Нада Мали
- Феђа Марушич
- Бењамин Савшек
- Јанез Скок
- Сашо Таљат
- Грегор Тердич
- Ева Терчељ
- Симон Хочевар
- Албин Чижман
- Марјан Штрукељ

Мирне воде
- Јернеј Жупанчич Регент
- Ања Остерман
- Шпела Пономаренко

### Кошарка
- Јака Блажич
- Жига Димец
- Лука Дончић
- Зоран Драгић
- Едо Мурић
- Алексеј Николић
- Клемен Препелич
- Лука Рупник
- Мајк Тоби
- Грегор Хроват
- Влатко Чанчар
- Јакоб Чебашек

### Пливање
- Лавра Бабич
- Мартин Бау
- Урша Бежан
- Јуре Бучар
- Тјаша Возел
- Настја Говејшек
- Јернеј Годец
- Тања Година
- Дамир Дугоњич
- Роберт Жбогар
- Бојан Здешар
- Теја Зупан
- Сара Исаковић
- Аленка Кејжар
- Наташа Кејжар
- Ања Клинар
- Матјаж Козељ
- Игор Мајцен
- Наце Мајцен
- Петер Манкоч
- Матјаж Маркич
- Блаж Медвешек
- Марко Миленкович
- Тјаша Одер
- Шпела Перше
- Тјаша Пинтар
- Мојца Сагмајстер
- Нина Совинек
- Анже Тавчар
- Емил Тахирович
- Катја Фаин
- Ања Чарман
- Јања Шегел
- Тања Шмид
- Метка Шпаровец

### Рукомет
- Tettey-Sowah Banfro
- Бранко Бедекович
- Марко Безјак
- Блаж Благотиншек
- Деан Бомбач
- Матјаж Брумен
- Ренато Вугринец
- Матеј Габер
- Јуре Доленец
- Лука Жвижеј
- Миха Зарабец
- Урош Зорман
- Блаж Јанц
- Зоран Јовичич
- Вид Кавтичник
- Андреј Кастелиц
- Миладин Козлина
- Бено Лапајне
- Урбан Лесјак
- Јани Ликавеч
- Зоран Лубеј
- Давид Миклавчич
- Јуре Натек
- Марко Оштир
- Алеш Пајович
- Душан Подпечан
- Вид Потеко
- Роман Пунгартник
- Изток Пуц
- Роналдо Пушник
- Симон Разгор
- Сергеј Рутенка
- Матевж Скок
- Томаж Томшич
- Ник Хенигман
- Грегор Цвијич
- Дарко Цингесар
- Урош Шербец
- Горазд Шкоф

### Спортско пењање
- Јања Гарнбрет
- Миа Крампл

### Стони тенис
- Дарко Јоргић
- Дени Кожул
- Бојан Токић
- Полона Фрелих

### Стреличарство
- Петер Копривникар
- Матевж Крумпестар
- Само Медвед
- Жига Равникар
- Клемен Штрајхар

### Стрељаштво
- Жива Дворшак
- Рајмонд Дебевец
- Андраж Липолт
- Боштјан Мачек
- Наталија Предник

### Теквондо
- Франка Анић
- Марцел Море
- Нуша Рајхер
- Иван Трајкович

### Тенис
- Изток Божич
- Блаж Кавчич
- Андреја Клепач
- Тина Крижан
- Карин Лушинц
- Маја Матевжич
- Тина Писник
- Катарина Среботник
- Блаж Трупеј
- Полона Херцог

### Триатлон
- Матеја Шимиц

### Џудо
- Анамари Веленшек
- Адриан Гомбоц
- Рок Дракшич
- Весна Ђукић
- Михаел Жганк
- Уршка Жолнир
- Сашо Јереб
- Каја Кајзер
- Филип Лешчак
- Петра Нарекс
- Луција Полавдер
- Аљаж Седеј
- Раша Срака
- Тина Трстењак
- Матјаж Церај
- Штефан Цук
- Маруша Штангар

## Зимске олимпијске игре

### Алпско скијање
- Клемен Бергант
- Наташа Бокал
- Шпела Брачун
- Алеш Брезавшчек
- Барбара Брлец
- Ана Буцик
- Бернард Вајдич
- Митја Валенчич
- Матјаж Врховник
- Алеш Горза
- Грегор Грилц
- Драго Грубелник
- Леа Дабич
- Неја Дворник
- Аленка Довжан
- Митја Драгшич
- Ана Древ
- Јанез Јазбец
- Андреј Јерман
- Боштјан Клине
- Бернард Кнаус
- Ана Кобал
- Јернеј Коблар
- Катја Корен
- Клемен Коси
- Јуре Кошир
- Жан Крањец
- Андреј Крижај
- Митја Кунц
- Катарина Лавтар
- Тина Мазе
- Андреј Миклавц
- Рене Млекуж
- Нејц Наралочник
- Урош Павловчич
- Петер Пен
- Рок Перко
- Шпела Претнар
- Катјуша Пушник
- Уршка Рабич
- Миран Равтер
- Петра Робник
- Тина Робник
- Матиц Скубе
- Андреја Слокар
- Мојца Сухадолц
- Маруша Ферк
- Штефан Хадалин
- Миха Хробат
- Мета Хроват
- Уршка Хроват
- Мартин Чатер
- Вероника Шарец
- Грегор Шпаровец
- Андреј Шпорн
- Илка Штухец

### Биатлон
- Клемен Бауер
- Тадеја Бранкович
- Јуре Велепец
- Урош Велепец
- Томаж Глобочник
- Сашо Грајф
- Андреја Грашич
- Теја Грегорин
- Миха Довжан
- Петер Докл
- Марко Доленц
- Митја Дриновец
- Ања Ержен
- Томаж Жемва
- Жива Клеменчич
- Полона Клеменчич
- Луција Лариси
- Боштјан Лекан
- Андреја Мали
- Јанез Марич
- Матејка Мохорич
- Ленарт Облак
- Јанез Ожболт
- Ловро Планко
- Уршка Поје
- Јоже Поклукар
- Дијана Равникар
- Васја Рупник
- Рок Тршан
- Јаков Фак

### Нордијска комбинација
- Гашпер Берлот
- Вид Врховник
- Дамјан Втич
- Андреј Језершек
- Марјан Јеленко
- Митја Оранич
- Роман Перко

### Санкање
- Домен Поцеха
- Тилен Сирше

### Скелетон
- Анже Шетина

### Скијашки скокови
- Тилен Бартол
- Рок Бенкович
- Урша Богатај
- Блаж Врховник
- Маја Втич
- Само Гостиша
- Јернеј Дамјан
- Петер Жонта
- Тими Зајц
- Матјаж Зупан
- Дејан Јековец
- Матјаж Кладник
- Ема Клинец
- Примож Копач
- Ловро Кос
- Роберт Крањец
- Ника Крижнар
- Анже Ланишек
- Ева Логар
- Роберт Меглич
- Митја Межнар
- Франци Петек
- Примож Петерка
- Примож Пикл
- Катја Пожун
- Петер Превц
- Цене Превц
- Миха Рихтар
- Шпела Рогељ
- Анже Семенич
- Јуриј Тепеш
- Урбан Франц
- Дамјан Фрас

### Скијашко трчање
- Маја Бенедичич
- Нејц Бродар
- Катја Вишнар
- Теја Грегорин
- Ања Ержен
- Нежа Жерјав
- Барбара Језершек
- Јожко Кавалар
- Роберт Керштајн
- Анита Клеменчич
- Анамарија Лампич
- Јанез Лампич
- Наташа Лачен
- Миха Личеф
- Ања Мандељц
- Петра Мајдич
- Андреја Мали
- Јоже Мехле
- Ника Разингер
- Манца Слабања
- Матеј Соклич
- Ева Уревц
- Весна Фабјан
- Аленка Чебашек
- Вили Чрв
- Миха Шименц

### Слободно скијање
- Нина Беднарик
- Миха Гале
- Марко Јемец
- Александер Петернел
- Саша Фарич
- Филип Флисар

### Сноубординг
- Каја Вердник
- Полона Зупан
- Томаж Кнафељ
- Глорија Котник
- Дејан Кошир
- Жан Кошир
- Јан Краљ
- Рок Маргуч
- Тим Мастнак
- Уршка Прибошич
- Тим-Кевин Равњак
- Рок Рогељ
- Цилка Садар
- Рок Фландер
- Тит Штанте
- Изидор Шуштершич

### Уметничко клизање
- Лука Класинц
- Мојца Копач
- Теодора Поштич
- Грегор Урбас

### Хокеј на леду
- Миха Верлич
- Лука Видмар
- Боштјан Голичич
- Лука Грачнар
- Блаж Грегорц
- Жига Јеглич
- Сабахудин Ковачевић
- Анже Копитар
- Алеш Крањц
- Роберт Кристан
- Гашпер Крошељ
- Анже Куралт
- Јан Муршак
- Алеш Мушич
- Кен Ограјеншек
- Матиц Подлипник
- Жига Павлин
- Жига Панце
- Матија Пинтарич
- Клемен Претнар
- Томаж Разингар
- Јуриј Репе
- Митја Робар
- Давид Родман
- Марцел Родман
- Роберт Саболич
- Андреј Тавжељ
- Рок Тичар
- Јан Урбас
- Андреј Хебар
- Андреј Хочевар

## Олимпијци словеначког порекла
- Кристијан Поглајен
- Андрес Коговсек
- Дана Фалетич
- Петер Вролих
- Рудолф Цветко
- Мојца Ратај
- Барбара Лах
- Ђорђо Урси
- Грегор Фучка
- Матеј Чернич
- Келита Зупанчич
- Елвис Стојко
- Тибор Гечек
- Петер Видмар
- Џеф Блатник
- Барбара Јелић